# Gingers Welt/Episodenliste
Gingers Welt (englischer Originaltitel: As Told by Ginger) ist eine US-amerikanische Zeichentrickserie, die in den USA vom 25. Oktober 2000 bis zum 23. Oktober 2016 ausgestrahlt wurde. Im deutschsprachigen Raum lief sie von 2003 bis 2008. Die Erstausstrahlung erfolgte bei KIKA. Die Produktion der Serie endete 2003, und 2005 wurde sie weltweit auf verschiedensprachigen Versionen von Nickelodeon in anderen Ländern gezeigt, während in den USA die Serie 2004 während der Premiere der dritten Staffel auf Nickelodeons Programmtafel unterbrochen wurde. Zwei Episoden wurden auf einem Schwesterkanal, Nicktoons, 2004 und 2006 veröffentlicht. Es folgten außerdem erst im Jahr 2016 die Premieren von vier weiteren Folgen im Programmblock The Splat von TeenNick. Am 24. Oktober 2016 blieben zwei Folgen der Staffel 3 noch im TV unveröffentlicht, obwohl das Serienfinale, The Wedding Frame (dt. Titel Das größte Glück auf Erden), bereits 2004 auf DVD veröffentlicht wurde. In Deutschland wurden alle 60 Folgen auf KIKA von 2003 bis 2007 und dann noch einmal bei Nickelodeon ausgestrahlt. Eine deutschsprachige DVD-Veröffentlichung der Serie hat bis heute (Stand Mai 2018) nicht stattgefunden. Im Folgenden eine Liste aller Episoden:

## Übersicht
| Staffel | Staffel   | Anzahl Episoden | Erstausstrahlung | Erstausstrahlung  | Deutsche Erstausstrahlung | Deutsche Erstausstrahlung |
| Staffel | Staffel   | Anzahl Episoden | Staffelpremiere  | Staffelfinale     | Staffelpremiere           | Staffelfinale             |
| ------- | --------- | --------------- | ---------------- | ----------------- | ------------------------- | ------------------------- |
|         | Pilotfilm | Pilotfilm       | 1998             | 1998              |                           |                           |
|         | 1         | 20              | 25. Oktober 2000 | 10. Dezember 2001 | 26. Februar 2003          | 25. März 2003             |
|         | 2         | 20              | 11. Februar 2002 | 29. Juni 2003     | 26. März 2003             | 24. April 2003            |
|         | 3         | 20              | 9. August 2003   | 23. Oktober 2016  | 25. April 2003            | 13. Oktober 2004          |

## Episoden

### Pilotfilm (1998 USA)
| Nr. (ges.) | Nr. (St.) | Deutscher Titel | Originaltitel | Erstausstrahlung USA | Deutschsprachige Erstausstrahlung (D) | Regie     | Drehbuch                                               | Prod.-Code |
| --- | --------- | --------------- | ------------- | -------------------- | ------------------------------------- | --------- | ------------------------------------------------------ | ---------- |
| 0 | 0         | –               | The Party     | 9. Okt. 2015         | –                                     | Jim Duffy | Kate Boutilier Emily Kapnek und Kate Boutilier (Story) | 100        |
| Ginger ist zu Courtneys Party eingeladen, aber es gibt ein Problem: Sie muss auf Carl aufpassen. Sie nimmt ihn zur Party mit und fesselt ihn mit einem Schlauch im Hinterhof. Auf der Party spielen die Kinder Flaschendrehen. Ginger dreht sich um und landet auf ihrem Schwarm, Ian Richton. Kurz bevor sie sich küssen können, kommt Blake, Courtneys jüngerer Bruder, in Unterwäsche und ruiniert die Party. Ian ringt Ginger trotzdem einen Kuss ab. Währenddessen haben Dodie und Macie ihre eigene Party in Dodies Haus. Anmerkung: Diese Episode wurde am Freitag, 9. Oktober 2015 auf The Splat erstausgestrahlt. Sie wurde aber bereits 1998 produziert. In dieser Folge wurde Blake Griplinig von Tara Strong gesprochen. |           |                 |               |                      |                                       |           |                                                        |            |

### Staffel 1 (2000–2001 USA bzw. 2003 DE)
| Nr. (ges.) | Nr. (St.) | Deutscher Titel                       | Originaltitel                  | Erstausstrahlung USA | Deutschsprachige Erstausstrahlung (D)                             | Regie                                                               | Drehbuch | Prod.-Code  |
| --- | --------- | ------------------------------------- | ------------------------------ | -------------------- | ----------------------------------------------------------------- | ------------------------------------------------------------------- | --- | ----------- |
| 1 | 1         | Das Geburtstagsgeschenk               | Ginger the Juvey               | 25. Okt. 2000        | 26. Februar 2003                                                  | Sylvia Keulen                                                       | Emily Kapnek | 101         |
| Ginger ist zu Courtneys Geburtstagsfeier eingeladen, weiß aber nicht, was sie ihr schenken soll. Miranda sagt ihr, dass das „ENTER“-Schild (Eingangsschild) von der Bank das perfekte Geschenk wäre. Ginger, Dodie, Macie und Darren stimmen zu, es zu stehlen, aber Miranda informiert ihren Vater, Officer Killgallen, über den Diebstahl. In der Zwischenzeit stiehlt Blake Carls wertvollsten Besitz: seinen versteinerten Augapfel. Anmerkungen: - Diese Folge ist englischsprachig und in den USA auf DVD erhältlich – eine deutschsprachige DVD-Veröffentlichung der gesamten Serie fand bislang nicht statt. - Laut juvey im englischsprachigen Wictionary ist das englische Wort Juvey eine umgangssprachliche Form von Juvenil, was jugendlich bedeutet. Der englische Originaltitel bedeutet also übersetzt: Ginger, die Jugendliche |           |                                       |                                |                      |                                                                   |                                                                     | |             |
| 2 | 2         | Carl und Maude                        | Carl and Maude                 | 1. Nov. 2000         | 27. Februar 2003                                                  | Cathy Malkasian                                                     | Emily Kapnek | 102         |
| Courtney lädt sich selbst bei Ginger zum Essen ein. Ginger, Dodie und Macie müssen für ihr Verbrechen aus Das Geburtstagsgeschenk Sozialstunden in einem Seniorenheim abarbeiten. Ginger muss gleichzeitig auf Carl aufpassen und nimmt ihn dorthin mit. In diesem Seniorenheim lernt Carl Maude, eine ältere kauzige Dame, kennen und lädt sie ebenfalls am selben Abend zum Essen ein, an dem Courtney kommt. Hoodsey ist eifersüchtig, weil Carl nun viel mehr Zeit mit Maude verbringt als mit ihm. Während Ginger versucht vorzutäuschen, Maude sei ihre Großmutter, plant Carl, Maude einen Heiratsantrag zu machen. Maude verstirbt dann jedoch während des Abendessens. |           |                                       |                                |                      |                                                                   |                                                                     | |             |
| 3 | 3         | Verkuppeln für Anfänger               | Stealing First                 | 8. Nov. 2000         | 28. Februar 2003                                                  | Carol Millican                                                      | Emily Kapnek | 103         |
| Ginger hat Angst, auf die Skifreizeit der Schule zu gehen, weil sie nicht Skifahren kann. Courtney wettet mit Miranda, dass sie den Austauschschüler Jean-Pierre dazu überreden kann, Ginger auf dem Sessellift zu küssen. Gleichzeitig planen Carl und Hoodsey, den Weltrekord für die Zeit in einem steckengebliebenen Skilift zu brechen. Als der Skilift anhält, versucht Jean-Pierre, Ginger zu küssen, doch sie fällt aus dem Skilift in Richtung Schnee und erkennt, dass sie doch Skifahren kann, aber für den Preis, dass sie Darrens Bein bricht. Anmerkung: Diese Folge ist englischsprachig und in den USA auf DVD erhältlich – eine deutschsprachige DVD-Veröffentlichung der gesamten Serie fand bislang nicht statt. |           |                                       |                                |                      |                                                                   |                                                                     | |             |
| 4 | 4         | Die Pyjamaparty                       | Sleep on It                    | 15. Nov. 2000        | 3. März 2003                                                      | Frank Marino                                                        | Story by: Emily Kapnek, Evan M. Katz und Kate Boutilier Teleplay by Evan M. Katz und Kate Boutilier                                   | 104         |
| Courtney hört mit, wie Ginger über eine Pyjamaparty spricht, und entscheidet, ihre eigene Pyjamaparty zu geben, dabei weiß sie nicht, wie sie das anstellen soll. Miranda und die anderen Mitglieder aus Courtneys Gruppe versuchen dann, es so aussehen zu lassen, als würde Ginger das Bett einnässen. Zwischenzeitlich lädt Blake Carl zu seiner Pyjamaparty ein, aber Carl wird krank, sodass er Hoodsey mit einer Videokamera dorthin schickt, damit dieser versucht, den versteinerten Augapfel zu stehlen. |           |                                       |                                |                      |                                                                   |                                                                     | |             |
| 5 | 5         | Von Läusen und Freunden               | Of Lice and Friends            | 22. Nov. 2000        | 4. März 2003                                                      | Ron Noble                                                           | Story by: Emily Kapnek und Sheila M. Anthony Teleplay by Sheila M. Anthony                                                            | 105         |
| Kaum wird Dodie neue Schulsprecherin bei Lucky Jr. High, bricht eine Läuseplage dort aus. Ginger ist der Meinung, dass Dodie mit ihrem neuen Job übertreibt, als Dodie das in eine Klatschkolumne bringt. Dodie findet die Liste der Kids, die laut Läuse-Untersuchung Läuse haben, und meint, dass alle anderen Schüler das Recht haben, das zu wissen, damit sie sich nicht mit Läusen anstecken – eines dieser Kinder mit Läusen ist Courtney. Ginger gelingt es, Dodie beim Vorlesen des Großteils der Liste zu stoppen. Zwischenzeitlich sabotieren Carl und Hoodsey Blakes Experiment, Fliegen mit verschiedenfarbigen Flügeln zu züchten. |           |                                       |                                |                      |                                                                   |                                                                     | |             |
| 6 | 6         | Er liebt mich, er liebt mich nicht... | Dare I, Darren?                | 3. Dez. 2000         | 5. März 2003                                                      | Dean Criswell                                                       | Emily Kapnek | 106         |
| Ginger beginnt in Darren mehr als nur einen Freund zu sehen, nachdem Miranda vorschlägt, die beiden würden ein gutes Pärchen abgeben. Die beiden verabreden sich fürs Kino, wobei Darren denkt, dass es nur ein Ausflug unter Freunden ist. Währenddessen bekommt Blake seine Mandeln entfernt. Anmerkung: Diese Folge ist englischsprachig und in den USA auf DVD erhältlich – eine deutschsprachige DVD-Veröffentlichung der gesamten Serie fand bislang nicht statt. |           |                                       |                                |                      |                                                                   |                                                                     | |             |
| 7 | 7         | Hallo, Fremder!                       | Hello, Stranger                | 10. Dez. 2000        | 6. März 2003                                                      | Mark Risley                                                         | Emily Kapnek | 107         |
| Ginger erhält eine 6-Klasse-Abschlussfeier-Glückwunschkarte von ihrem Vater und lädt ihn zu einer Gedichtslesung ein, die sie an der Schule halten wird. Er antwortet nicht, aber sie ist fest überzeugt, dass er kommen wird, und ist entsetzt, als er nicht kommt. Zwischenzeitlich trinkt Lois aus Versehen Carls dehydrierenden Schlangen-Zaubertrank, den sie für Limonade hielt, und muss im Krankenhaus bleiben. Carl begleitet sie, nachdem er von einem Affen gebissen wurde und darauf beginnt, wie einer zu sein. Anmerkung: Diese Episode wurde 2001 für einen Emmy Award nominiert (Outstanding Program Less Than One Hour). |           |                                       |                                |                      |                                                                   |                                                                     | |             |
| 8 | 8         | Ganz schön haarig                     | Cry Wolf                       | 14. Jan. 2001        | 7. März 2003                                                      | Carol Millican                                                      | Story by: Emily Kapnek und Alice Miller Teleplay by Alice Miller                                                                      | 108         |
| Während einer routinemäßigen Feuer-Notfall-Übung erzählt Dodie Ginger aus Versehen, dass Ginger ihre Beine nicht rasieren darf, jedoch ein großes Problem mit ihrer Beinbehaarung hat. Miranda nutzt dies zur Erpressung aus und zwingt Ginger, für sie die Hausaufgaben zu machen und natürlich, sich von Courtney fernzuhalten. In der Zwischenzeit reibt sie Carl mit einem Ganzkörper-Haarwuchsmittel ein, worauf er ein Wolfsjunge wird. |           |                                       |                                |                      |                                                                   |                                                                     | |             |
| 9 | 9         | Courtney in Nöten                     | The Right Stuff                | 21. Jan. 2001        | 10. März 2003                                                     | Frank Marino                                                        | Story by: Sarah Jane Cunningham und Eryk Casemiro Teleplay by Eryk Casemiro                                                           | 109         |
| Macie und Courtney dürfen einen High-School-Französischkurs besuchen. Courtney nutzt die Gelegenheit, um Darrens älterem Bruder Will näher zu kommen. Macie wird unfreiwillig dazu aufgefordert, eine Poolparty zu geben. Zwei Mädchen aus dem Französischkurs, Chantal und Andrea, wollen das Band des Oberteils von Courtneys Bikini öffnen, um sie so vor den Augen Wills in Verlegenheit zu bringen. Macie findet das heraus und sie, Ginger, Dodie und Darren sind die Einzigen, die das verhindern können. Währenddessen versuchen Carl und Hoodsey, etwas DNA Albert Einsteins für ein Schulprojekt zu ersteigern. |           |                                       |                                |                      |                                                                   |                                                                     | |             |
| 10 | 10        | Die Schminke                          | Kiss and Make-up               | 28. Jan. 2001        | 11. März 2003                                                     | Ron Noble                                                           | Story by: Emily Kapnek und David Regal Teleplay by David Regal und Emily Kapnek                                                       | 110         |
| Nachdem Lois Ginger sagt, sie könne kein Make-up für das Schulbild tragen, kreieren Ginger, Dodie und Macie „Fake-Up“. Währenddessen fahren Carl und Hoodsey mit dem Müllmann Dwane nach Protected Pines, die Wohngegend der Griplings, wo sie Blakes Babybettdecke finden. |           |                                       |                                |                      |                                                                   |                                                                     | |             |
| 11 | 11        | Schöne Chemie                         | The ‘A’ Ticket                 | 4. Feb. 2001         | 12. März 2003                                                     | Dean Criswell                                                       | Story by: Emily Kapnek und Sheila M. Anthony Teleplay by Sheila M. Anthony                                                            | 111         |
| Ginger wird mit Ian Richton zu einem Arbeitsteam im Chemie-Unterricht zusammengestellt, worüber sie sich freut. Ginger denkt, dass er ihr Zuneigung signalisiert, doch Darren findet heraus, dass er Ginger nur benutzt, um ein A zu bekommen, sodass er in der Fußballmannschaft bleiben kann. Währenddessen bewerben sich Carl, Hoodsey und Brandon für ein Glockenspiel-Solo vor dem Exzentriker der Stadt. |           |                                       |                                |                      |                                                                   |                                                                     | |             |
| 12 | 12        | Das kleine Robbenmädchen              | Come Back, Little Seal Girl    | 11. Feb. 2001        | 13. März 2003                                                     | Carol Millican                                                      | Story by: Emily Kapnek, Sarah Jane Cunningham und Suzie Villandry Teleplay by Sarah Jane Cunningham, Suzie Villandry und Emily Kapnek | 112         |
| Ginger, Dodie und Macie beschließen, einen Auftritt bei dem Schultalentwettbewerb dem kleinen Robbenmädchen, ihrer Heldin der Kindheit, zu widmen. Ginger und Dodie sind sehr schnell davon überzeugt, das sei zu kindisch, und brechen ab. Macie fühlt sich betrogen und tritt alleine auf. Währenddessen berührt Carl eine mumifizierte Hand, die angeblich verflucht ist und seiner Lehrerin gehört. |           |                                       |                                |                      |                                                                   |                                                                     | |             |
| 13 | 13        | Die Hexenjagd                         | I Spy a Witch                  | 26. Okt. 2001        | 14. März 2003                                                     | Frank Marino                                                        | Eryk Casemiro | 113         |
| Ginger wird verdächtigt, die Schulstatue vandaliert zu haben, sodass es ihr verwehrt wird, im Schulmusical die Hauptrolle zu spielen – dabei waren die wahren Übeltäter Miranda und Mipsy! Carl wiederum hat ein Problem, weil er nicht weiß, welcher Streich wohl gut genug ist, um seine Mutter zu erschrecken; also beschwört er Maude, ihm aus dem Totenreich zu helfen. |           |                                       |                                |                      |                                                                   |                                                                     | |             |
| 14 | 14        | Der Schneesturm                       | Blizzard Conditions            | 25. Feb. 2001        | 17. März 2003                                                     | Ron Noble                                                           | Eryk Casemiro | 114         |
| Ein Schneesturm fegt über Winslow County/Sheltered Shrubs, sodass Ginger, Dodie und Macie an ihrem Überlebensgeschichte-Projekt arbeiten können. Der finale Teil dieser Geschichte besteht darin, Courtney, Blake und Winston aus ihrer Limousine zu befreien, die im Schneesturm eingeklemmt wurden. Währenddessen passen Carl und Hoodsey auf den Hund eines Zahnarztes auf, im Tausch gegen einen Spucknapf, in den man normalerweise beim Zahnarzt spuckt. |           |                                       |                                |                      |                                                                   |                                                                     | |             |
| 15 | 15        | Déjà wer?                             | Déjà Who?                      | 4. März 2001         | 18. März 2003                                                     | Dean Criswell                                                       | Story by: Emily Kapnek und Sheila M. Anthony Teleplay by Sheila M. Anthony                                                            | 115         |
| Courtney reagiert allergisch auf das komische Stück Fleisch in ihrem Essen, und das ausgerechnet in der Woche, als sie ausgewählt wird, dem Sohn des Senators die Schule zu zeigen, weil der Senator seinen Sohn dort anmelden will. Sie beschließt, dass Ginger sie als Courtney vertreten soll. Ginger soll dabei sprechen, gehen, sich anziehen und wie Courtney verhalten, und das sind nur einige der Dinge, die von ihr erwartet werden. Dodie und Macie werden eifersüchtig, weil Ginger sich nun in ihrem neuen inneren Freundeskreis verfängt und die beiden im Stich lässt. Seitdem Ginger Courtney ist, wird Ginger die ganze Woche als „fehlend“ vermerkt, was Lois frustriert. Hoodsey wiederum fällt unglücklich hin und erleidet eine Amnesie. Er wird „Rob“ und es scheint nicht so, dass er die Freundschaft mit Carl wieder aufleben lassen kann, sondern stattdessen sich mit Brandon anfreundet, was Mrs. Bishop deutlich besser gefällt. |           |                                       |                                |                      |                                                                   |                                                                     | |             |
| 16 | 16        | Wildes Weihnachten                    | An Even Steven Holiday Special | 10. Dez. 2001        | 19. März 2003                                                     | Carol Millican                                                      | Emily Kapnek | 116         |
| Ginger findet heraus, dass sie eine Viertel-Jüdin ist. Also beschließt sie, dass sie Chanukka feiern sollte, und kehrt Dodies Weihnachtsfeier den Rücken zu. Doch dann entscheidet sie, eine Party zu veranstalten, die eine Mischung aus beiden Festen darstellt. Währenddessen findet Hoodsey die Tatsache heraus, dass Carl gar nicht an den Weihnachtsmann glaubt, weil sich Carl Jahr um Jahr gewünscht hat, sein Vater solle heimkommen, doch dieser Wunsch ging nie in Erfüllung. Hoodsey erzählt das einem Weihnachtsmann auf der Straße, der eigentlich Jonas heißt, und Jonas beschließt, seiner Familie einen Besuch abzustatten. |           |                                       |                                |                      |                                                                   |                                                                     | |             |
| 17 | 17        | Verwirrte Verehrer                    | Piece of My Heart              | 29. Apr. 2001        | 20. März 2003                                                     | Frank Marino und Joseph Scott                                       | Story by: Emily Kapnek und Rain Austin Chandler Teleplay by Rain Austin Chandler und Sheila M. Anthony                                | 117         |
| Hoodsey lädt Macie zum Tanz unter dem Pseudonym „dein heimlicher Verehrer“ ein, weil er sich in sie verliebt hat. Währenddessen denkt Darren, dass Courtney ihn zum Tanz eingeladen hat, dabei hat sie in Wirklichkeit seinen älteren Bruder Will eingeladen. Ebenso verbünden sich Carl und Blake, als es darum geht, ein Schweineherz zu stehlen, um so einer Kuh das Leben zu retten. |           |                                       |                                |                      |                                                                   |                                                                     | |             |
| 18-19–20 | 18-19-20  | Ferien im Camp Caprice                | Season of Caprice              | 7. Juli 2001         | Teil 1: 21. März 2003 Teil 2: 24. März 2003 Teil 3: 25. März 2003 | Mark Risley (Teil 1), Ron Noble (Teil 2) und Dean Criswell (Teil 3) | Story by: Emily Kapnek Teleplay by Sheila M. Anthony und Emily Kapnek (Teil 1) und Emily Kapnek (Teil 2 und 3)                        | 118–119-120 |
| Es sind Sommerferien und Ginger, Dodie und Macie nehmen an ihrem jährlichen Trip zum Camp Caprice, einem Mädchen-Lager, teil. Aber dieses Mal geschieht etwas Unerwartetes: Courtney versucht, Miranda zu beweisen, dass sie nicht sehr pflegeintensiv ist, wie Miranda sagt. Ginger lernt im Camp einen Jungen namens Sasha kennen und entwickelt starke Gefühle für ihn. Inzwischen treffen sich Miranda und Darren in einem Militärlager auf der anderen Seite des Sees und kämpfen und versagen bei den Übungen. Die beiden bilden eine kleine Bindung. Zurückgeblieben in Winslow-County/Sheltered Shrubs betreiben Carl und Hoodsey einen Putzdienst als Tarnung für ihre Mission, den mysteriösen Hundeentführer in der Stadt zu schnappen. Anmerkung: Im englischen Original wurde diese Folge alternativ auch mit Summer at Camp Caprice betitelt.                                                                                                   |           |                                       |                                |                      |                                                                   |                                                                     | |             |

### Staffel 2 (2001 USA bzw. 2003 DE)
| Nr. (ges.) | Nr. (St.) | Deutscher Titel            | Originaltitel                       | Erstausstrahlung USA | Deutschsprachige Erstausstrahlung (D) | Regie                 | Drehbuch                                                                            | Prod.-Code |
| --- | --------- | -------------------------- | ----------------------------------- | -------------------- | ------------------------------------- | --------------------- | ----------------------------------------------------------------------------------- | ---------- |
| 21 | 1         | Never Can Say Goodbye      | Never Can Say Goodbye               | 11. Feb. 2002        | 26. März 2003                         | Mark Risley           | Emily Kapnek                                                                        | 201        |
| Darren bekommt seine Zahnspange entfernt und wird über Nacht vollkommen beliebt. Ginger denkt, dass sie möglicherweise Gefühle für Darren hat, doch da ist sie nicht die Einzige. Darren und Miranda fangen an, miteinander zu daten. Ginger erfährt durch eine Talkshow, dass die beste Lösung für ihr Liebeskummerproblem darin besteht, Darren die kalte Schulter zu zeigen, was sie dann auch tut. Währenddessen ist Brandons zahmer Affe Mr. Licorice verschwunden und er beauftragt Carl und Hoodsey, nach dem Affen zu suchen. |           |                            |                                     |                      |                                       |                       |                                                                                     |            |
| 22 | 2         | Niemals Nackt!             | Gym Class Confidential              | 17. Feb. 2002        | 27. März 2003                         | Dean Criswell         | Eryk Casemiro                                                                       | 202        |
| Gingers Klasse guckt sich einen Film über das Thema Pubertät an. Macie ist schockiert und Ginger fühlt sich schuldig, weil sie denkt, dass dies ihre Freundschaft zerreißt. Währenddessen hat Hoodsey Angst vor Duschen nach dem Sportunterricht, weil er Angst hat, nackt vor anderen Menschen zu stehen, und nebenbei versucht Carl, den Rekord für den schmutzigsten Menschen zu brechen. |           |                            |                                     |                      |                                       |                       |                                                                                     |            |
| 23 | 3         | Die coole Party            | Fast Reputation                     | 24. Feb. 2002        | 28. März 2003                         | Joseph Scott          | Barbara Schwartz und Sheila M. Anthony                                              | 203        |
| Nachdem Ginger viel zu lange als „nice“ Girl („nettes/niedliches“ Mädchen) bezeichnet wurde, beschließt sie, zusammen mit Dodie und Macie zu einer High-School-Party zu gehen. Dort fällt sie einem „coolen Jungen“ namens Jake in die Arme. Gerüchte machen die Runde, dass Ginger und Jake es geschafft hätten, und Gingers Ruf ist damit ruiniert. Währenddessen starten Carl und Hoodsey ihr eigenes Imbiss-Geschäft und verkaufen Gerichte mit großen Namen. Anmerkung: Der englische Titel Fast Reputation bedeutet schneller Ruf oder schnelles Ansehen. Das wollten Ginger, Dodie und Macie mit dem Partybesuch erreichen. |           |                            |                                     |                      |                                       |                       |                                                                                     |            |
| 24 | 4         | Der Schwesternstreik       | The Nurses’ Strike                  | 10. März 2002        | 31. März 2003                         | Michael Dædalus Kenny | Sheila M. Anthony                                                                   | 204        |
| Lois ist aufgrund eines Krankenschwesternstreiks arbeitslos. Sie beschließt, einen eigenen Putzdienst aufzumachen, was Ginger in Verlegenheit bringt. Aber weil Ginger Geld für einen Schulausflug benötigt, geht sie zu ihrer Mutter und findet, dass die Mutter-Tochter-Zeit aktuell richtig Spaß macht. Miranda findet das jedoch heraus und überredet Courtney dazu, Lois ihr Haus reinigen zu lassen, um Ginger in Verlegenheit zu bringen. Währenddessen versuchen Carl und Hoodsey, Rektor Miltys Hund „Prinzesschen“ zu trainieren, aber nur Hoodsey kann den Hund wirklich verstehen. |           |                            |                                     |                      |                                       |                       |                                                                                     |            |
| 25 | 5         | Ärger im Freundinnen-Land  | Trouble in Gal Pal Land             | 17. März 2002        | 1. April 2003                         | Ron Noble             | Sheila M. Anthony                                                                   | 205        |
| Courtney und Miranda geraten im Sportunterricht in Streit, woraufhin Courtney Miranda aus der Gruppe verbannt. Als Ginger sich vor jedermann für Miranda einsetzt, fühlt Miranda, dass sie in Gingers Schuld steht und deswegen ihre neue beste Freundin wird. Miranda wird jedoch aufdringlich, rücksichtslos und nervös für Ginger, Dodie, Macie und Darren. Währenddessen spielt Hoodsey einen Straßenjungen, um Mrs. Gripling zu helfen, die Wahl zur Präsidentin des Wohltätigkeitsausschusses ihres Country-Clubs zu gewinnen. |           |                            |                                     |                      |                                       |                       |                                                                                     |            |
| 26 | 6         | Blut ist dicker als Jauche | Sibling Revile-ry                   | 24. März 2002        | 2. April 2003                         | Anthony Bell          | Erin Ehrlich                                                                        | 206        |
| Ginger wird zur Schulsprecherin gewählt. Sie kreiert ein „große Bruder/Schwester“-Programm, das Kindern, die schnell in Probleme geraten, hilft, damit sie nicht nachsitzen müssen. Zur Verhinderung des Nachsitzens bekommen sie einen älteren Schüler an die Seite gestellt, der ihnen hilft. Kaum dass sich ihr Programm verbreitet, geraten viele Schüler absichtlich in Schwierigkeiten, nur um mit coolen Menschen von der Highschool zusammen zu kommen. Das Programm erreicht auch die Elementary School. Zur selben Zeit beschädigt Carl den Jauchetank mit Algen-Blumenkohl-Hybriden. Zur Strafe wird ihm ein militärgestylter großer Bruder an die Seite gestellt, der Carl zu einem perfekten Engel machen soll. |           |                            |                                     |                      |                                       |                       |                                                                                     |            |
| 27 | 7         | Oma Bishop                 | Losing Nana Bishop                  | 31. März 2002        | 3. April 2003                         | Dean Criswell         | Eryk Casemiro                                                                       | 207        |
| Dodies und Hoodseys Großmutter ist gestorben. Mrs. Bishop will, dass Hoodsey auf der Beerdigung eine Rede hält, er weiß jedoch nicht, was er sagen soll, weil er ihr nicht so nahe stand wie Dodie. Die Lage inspiriert Ginger, mehr über ihre verstorbene Großmutter herauszufinden. Sie spricht mit ihrem Vater und schaut sich alte Familienvideos an, nur um zu erfahren, dass sie und ihre Oma eine besondere Verbindung hatten. Währenddessen legen sich Carl und Hoodsey versehentlich in Ketten und verlieren den Schlüssel dazu. |           |                            |                                     |                      |                                       |                       |                                                                                     |            |
| 28 | 8         | Freitag, der 13.           | TGIF                                | 7. Apr. 2002         | 4. April 2003                         | Joseph Scott          | Rafi Simon und Sheila M. Anthony (story) Barbara Schwartz (based on an idea)        | 208        |
| An einem Freitag, den 13. wird Gingers Haus evakuiert, nachdem es von einem tödlichen Schimmel befallen wurde, der eine Menge Medienaufmerksamkeit induziert. Als Lois und Carl das Beste aus dieser schlechten Situation machen, indem sie sich vor der Presse mit großen Tönen selbst in den Himmel heben, weigert sich Ginger, mit ihnen zum Haus der Bishops zu gehen, und geht stattdessen zu Courtney. Carl wird wiederum enttäuscht, als Hoodsey ihm nicht bei seinem unglücklichsten Experiment aller Zeiten helfen will. Anmerkung: TGIF ist im englischen die Abkürzung für Thank God it’s Friday, zu deutsch: „Gott sei Dank ist Freitag“. |           |                            |                                     |                      |                                       |                       |                                                                                     |            |
| 29 | 9         | Der Sinnlos-See            | Lunatic Lake                        | 14. Apr. 2002        | 7. April 2003                         | Michael Dædalus Kenny | Eryk Casemiro                                                                       | 209        |
| Macie und Ginger sind nervös wegen des Ausflugs mit Dodies Familie zum Loon Lake, weil sie das Gefühl haben, Mrs. Bishop sei ein wenig angeschlagen. Carl und Hoodsey planen, einen Film zu drehen, der auf dem entflohenen Geisteskranken basiert, von dem man glaubt, dass er sich in der Loon-Lake-Gegend aufhält. Als sie sich gegen Mitternacht aus der Hütte schleichen, suchen Joann und die Mädchen nach ihnen, nur um in den wirklichen Irrsinn (engl. lunatic) zu rennen. Anmerkung: Diese Episode wurde 2002 für einen Emmy Award nominiert (Outstanding Animated Program Less Than One Hour) |           |                            |                                     |                      |                                       |                       |                                                                                     |            |
| 30 | 10        | April, April!              | April’s Fools                       | 21. Apr. 2002        | 9. April 2003                         | Anthony Bell          | Story by: Emily Kapnek und Vera Duffy Teleplay by Vera Duffy                        | 210        |
| Ginger beschließt, Dodie einen Aprilscherz zu spielen, bei dem sie einen Liebesbrief von dem sonderbarsten Jungen der Schule bekommt. Dodie gesteht sich ein, dass sie wirklich den Typen Dustin mag, und Dustin gesteht sich ein, dass er wirklich Macie mag. Carl schickt ihn in den April, indem er ihn denken lässt, er hätte seine Mandeln verkauft, die er ihm in Er liebt mich, er liebt mich nicht gestohlen hat. Aber alles geht schief, als sie erfahren, dass Joann versehentlich das Einmachglas mit den Mandeln weggeworfen hat. |           |                            |                                     |                      |                                       |                       |                                                                                     |            |
| 31 | 11        | Der Mann im Haus           | Ms. Foutley’s Boys                  | 28. Apr. 2002        | 8. April 2003                         | Ron Noble             | Emily Kapnek                                                                        | 211        |
| Lois beginnt sich mit Buzz, dem Klempner, der das Schimmelproblem in Freitag, der 13. schnell in den Griff bekam, zu verabreden. Kurz darauf wohnen er und seine drei Söhne in Lois’ Haus und Buzz macht alles ohne zu fragen und gibt ihm einen männlichen Touch. Ginger fühlt sich gefangen zwischen ihrer Intoleranz für Buzz und der Tatsache, dass sie nicht will, dass ihre Mutter alleine ihren Lebensabend verbringt. Derweil benutzt Carl Buzz’ drei Söhne als Versuchskaninchen für seine neueste Erfindung. |           |                            |                                     |                      |                                       |                       |                                                                                     |            |
| 32 | 12        | Der Liebestrank            | Love with a Proper Transfer Student | 5. Mai 2002          | 10. April 2003                        | Dean Criswell         | Story by: Emily Kapnek, Sheila M. Anthony und Erin Ehrlich Teleplay by Erin Ehrlich | 212        |
| Dodie schreibt sich für das Schulmusical in der Hoffnung ein, dass sie die Hauptrolle bekommt, sodass sie den neuen Mitschüler Joaquin küssen kann. Ginger hat sich ebenfalls in Joaquin verknallt und sie erhält die Hauptrolle in dem Stück: Ein argloser Kuss auf der Bühne wandelt sich in einen passionierten Kuss, was zu Spannungen zwischen Dodie und Ginger führt. Derweil mischen Carl und Hoodsey einen Liebestrank, von dem sie glauben, dass Ginger ihn getrunken hat, und seien damit für die Dreiecksbeziehung verantwortlich. Es stellt sich heraus, dass Lois derjenige war, der den Trank zu sich nahm, und er hatte keine Wirkung. |           |                            |                                     |                      |                                       |                       |                                                                                     |            |
| 33 | 13        | Arme kleine Macie          | Family Therapy                      | 12. Mai 2002         | 11. April 2003                        | Joseph Scott          | Story by: Sheila M. Anthony und Paul Greenberg Teleplay by Paul Greenberg           | 213        |
| Macies Eltern vergessen den 13. Geburtstag ihrer Tochter. Als Ginger das Bobby und Bobbie Lightfoot vorwirft, kommen sie sich richtig schuldig vor und beschließen, dass sie das Macie gegenüber wieder gut machen müssen. Sie fangen an, sie wie eine Vierjährige zu behandeln, überhäufen sie mit Kinderspielsachen und organisieren ihre Geburtstagsparty in einem Streichelzoo. Am Ende entscheidet Macie, dass – auch wenn sie viel Spaß für das Wiedersehen mit ihrer verlorenen Kindheit hatte – sie nun ein Teenager ist und dass ihre Eltern sie auch entsprechend behandeln sollten. Derweil versteckt sich Carl aus Angst vor einer entflohenen Nacktmull-Ratte, die seine Hosenbeine hochklettert, und später als er beschließt, sie wiederzufinden, verliert er seine Angst, als er entdeckt, dass sie mehr Angst vor ihm hat als er vor ihr. |           |                            |                                     |                      |                                       |                       |                                                                                     |            |
| 34 | 14        | Die Neue                   | New Girl in Town                    | 19. Mai 2002         | 14. April 2003                        | Michael Dædalus Kenny | Sheila M. Anthony                                                                   | 214        |
| Die neue Mitschülerin Laetitia Bowers wird nicht gerade mit offenen Armen empfangen. Ihr gothisches Aussehen und die Tatsache, dass sie einen falschen Schädel mit sich herumträgt, half den Leuten, das Gerücht zu verbreiten, dass sie und ihr Vater, der ein Bestatter ist, die Stadt verlassen haben, weil Mr. Bowers versehentlich jemanden einbalsamiert hat, der noch am Leben war. Ginger durchschaut diese Lügen und verspricht Laetitia, dass sie die „angesagte“ Menge dazu bringen kann, zu ihrer Party zu kommen. Währenddessen werden Carl und Hoodsey dazu verleitet, auf Brandons Geburtstagsparty zu gehen, weil sonst keiner kommen würde, Brandons Eltern jedoch ihren Sohn für beliebt halten. |           |                            |                                     |                      |                                       |                       |                                                                                     |            |
| 35 | 15        | Solo für Ginger            | Ginger’s Solo                       | 2. Juni 2002         | 15. April 2003                        | Ron Noble             | Story by: Emily Kapnek und Erin Ehrlich Teleplay by Erin Ehrlich                    | 215        |
| Die Band der Lucky Jr. High plant einen Auftritt an Sashas Schule in Heathered Hills. Ginger nutzt die Gelegenheit, mit der Band (als Triangel-Spielerin bei dem Auftritt) mitzukommen. Aber dort stellt sich dann heraus, dass Sasha mittlerweile eine Freundin hat. Währenddessen versucht Carl, Geld zu verdienen, in dem er gutgläubige Leute glauben lässt, dass er übernatürliche Kräfte besitzt und wahrsagen kann. |           |                            |                                     |                      |                                       |                       |                                                                                     |            |
| 36 | 16        | Ein Heim für Courtney      | Mommie Nearest                      | 9. Juni 2002         | 16. April 2003                        | Anthony Bell          | Sheila M. Anthony                                                                   | 216        |
| Courtneys Mutter muss nach einer schwierigen Gesichtsoperation im Spital bleiben, was Courtney dazu bringt, Trost bei Lois zu suchen. Ginger wird eifersüchtig aus Lois’ und Courtneys Verbindung, besonders deswegen, weil Courtney nun ein paar Tage bei ihr im Haus bleibt. Derweil überredet Dr. Dave Carl, ein falsches Kinn zu tragen, bevor er sich sein richtiges durch eine Operation vergrößern lässt. |           |                            |                                     |                      |                                       |                       |                                                                                     |            |
| 37 | 17        | Das Zauberpulver           | And She Was Gone                    | 16. Juni 2002        | 17. April 2003                        | Mark Risley           | Emily Kapnek                                                                        | 217        |
| Ginger schreibt für einen Schreibwettbewerb ein Gedicht über ein Mädchen, das verschwinden will. Als Ms. Zorski das liest, glaubt sie, dass Ginger suizidgefährdet depressiv ist, und bringt sie dazu, zur Schulpsychologin zu gehen. Währenddessen probiert Carl Unsichtbarkeitspulver an Noelle Sussman aus, von der er denkt, dass sie ein niemand ist. Doch als sie dann wirklich verschwindet, bereut Carl es zutiefst. Anmerkung: Diese Folge wurde für einen Emmy Award (Outstanding Animated Program Less Than One Hour) nominiert. |           |                            |                                     |                      |                                       |                       |                                                                                     |            |
| 38 | 18        | Bye, bye Mrs. Gordon!      | No Hope for Courtney                | 23. Juni 2002        | 22. April 2003                        | Dean Criswell         | Story by: Emily Kapnek und Laura McCreary Teleplay by Laura McCreary                | 218        |
| Ginger hilft ihrer Mitschülerin Hope Rogers dabei, Selbstvertrauen zu finden. Leider führt dieses Selbstvertrauen dazu, dass sie ihr Aussehen verändert und Courtney in ihrer Position als beliebtestes Mädchen der Schule ablöst. Kaum wenden alle aus Courtneys Gruppe Courtney den Rücken zu und widmen ihre Aufmerksamkeit voll und ganz Hope Rogers, wird Courtney ein hoffnungsloses Wrack. Derweil zieht es Mrs. Gordon, gekränkt von Carls praktischen Streichen, in den Ruhestand, was ihn erschüttert. Schlussendlich bettelt er Mrs. Gordon an zurückzukommen, und sie stimmt ihm zu, jedoch verstirbt sie kurze Zeit später. Diese Folge wurde Kathleen Freeman, der englischen Originalstimme von Mrs. Gordon, gewidmet, die im Alter von 82 Jahren an Krebs starb.                                                                           |           |                            |                                     |                      |                                       |                       |                                                                                     |            |
| 39 | 19        | Nächste Frage!             | Next Question                       | 22. Juni 2003        | 23. April 2003                        | Joseph Scott          | Eryk Casemiro                                                                       | 219        |
| Ginger entwickelt Schwärmereien für ihren Quiz-Team-Lehrer, Mr. Gardner, und Dodie überredet sie, dass er sie ebenso mag. Das führt dazu, dass Ginger sich selbst vor allen anderen blamiert, indem sie Gardner inmitten eines TV-Quiz-Spiels zu einem Rendezvous einlädt. Derweil versuchen Carl und Hoodsey, das Stadtmurmeltier/den Stadterdarbeiter zu befreien, um die Situation für die Produktunterstützung zu nutzen. |           |                            |                                     |                      |                                       |                       |                                                                                     |            |
| 40 | 20        | Die grimmige Mrs Grimley   | Driven to Extremes                  | 29. Juni 2003        | 24. April 2003                        | Michael Dædalus Kenny | Story by: Nate Eddinger und Erin Ehrlich Teleplay by Erin Ehrlich                   | 220        |
| Eine unheimlich strenge Vertretungslehrerin kommt in Ms. Zorskis Klasse und macht jedem das Leben zur Hölle. Miranda bringt die Schüler deswegen dazu, das Haus der Vertretungslehrerin mit Klopapier einzuwickeln, an der Türe zu schellen und sie dann mit Eiern zu bewerfen, wenn sie an die Türe kommt. Ginger denkt, das gehe ein bisschen zu weit, und steigt aus. Aber als sie von der Vertretungslehrerin beunruhigt wird, beendet sie die Intrigen ihrer Klassenkameraden. Am Montag hält Ginger ihr ein Plädoyer wider ihrer Strenge, und muss leider zur Strafe dafür nachsitzen. Währenddessen bietet Carl an, Mr. Licorice das Fahren eines Motorrades für eine Haustier-Talentshow beizubringen. |           |                            |                                     |                      |                                       |                       |                                                                                     |            |

### Staffel 3 (2001–2002 USA bzw. 2003–2004 DE)
- 10 dieser Folgen wurden auf Nickelodeon von 2001 bis 2002 in den USA erstausgestrahlt, während 4 Episoden erst 2016 in den USA erstausgestrahlt und zwei episoden noch gar nicht in den USA erstausgestrahlt wurden (unaired episodes). In Deutschland wurden dagegen alle Episoden auf KIKA erstausgestrahlt – die ersten drei Ende April 2003 und die übrigen ab September 2004.

| Nr. (ges.) | Nr. (St.) | Deutscher Titel                      | Originaltitel                  | Erstausstrahlung USA          | Deutschsprachige Erstausstrahlung (D)                                | Regie                                                                           | Drehbuch                                           | Prod.-Code  |
| --- | --------- | ------------------------------------ | ------------------------------ | ----------------------------- | -------------------------------------------------------------------- | ------------------------------------------------------------------------------- | -------------------------------------------------- | ----------- |
| 41–42-43 | 1-2-3     | Familie Foutley on Ice               | Foutley’s on Ice/Far from Home | 9. Aug. 2002                  | Teil 1: 25. April 2003 Teil 2: 28. April 2003 Teil 3: 29. April 2003 | Michael Dædalus Kenny (Teil 1), Anthony Bell (Teil 2) und Joseph Scott (Teil 3) | Emily Kapnek                                       | 301–302-303 |
| Miranda und Mipsy bezahlen die Vorstandsmitglieder der Avalanche Arts Academy (eine private Kunstschule), um Ginger für ein Semester zu akzeptieren. Als Ginger in die Schule kommt, hat Mipsys Cousine Mitzi (sie nennt sich selbst Thea gegenüber Ginger) die Aufgabe, Ginger willkommen zu heißen und sie davon zu überzeugen, die ganze Zeit zu bleiben. Währenddessen beginnt Darren, Gefühle für Ginger zu entwickeln. Auch Courtney beschließt, dass sie so viel Zeit mit Dodie und Macie verbringen muss, um zu versuchen, jeden letzten Teil von Ginger aufzusaugen, aber ihre Pläne ändern sich, als sie den Skandal von Miranda und Mipsy entdeckt. Schließlich wird Carl eifersüchtig, wenn er daran denkt, dass Hoodsey und Noelle sich mögen, während sie Noelle überreden, an einem Freakshow-Wettbewerb (wegen ihrer telekinetischen Kräfte) teilzunehmen. Anmerkung: Diese Folge ist englischsprachig und in den USA auf DVD erhältlich – eine deutschsprachige DVD-Veröffentlichung der gesamten Serie fand bislang nicht statt. |           |                                      |                                |                               |                                                                      |                                                                                 |                                                    |             |
| 44 | 4         | Ein böses Spiel                      | Wicked Game                    | 30. Aug. 2003                 | 21. September 2004                                                   | Ron Noble                                                                       | Emily Kapnek                                       | 304         |
| Ginger kommt von der Avalanche Arts Academy zurück. Als sie das tut, fühlen sich Dodie und Macie an, als wären sie auf eine Stelle gestoßen, an der Ginger mit ihrem Freund Darren beschäftigt zu sein scheint. Auch Mipsy und Miranda sind mit der Situation unzufrieden, denn jetzt ignoriert Ginger sie und macht es ihnen unmöglich, sie in Verlegenheit zu bringen. Sie bringen Dodie und Macie dazu, ihnen bei der Auflösung der Beziehung zwischen Ginger und Darren zu helfen. Schließlich erfährt Ginger dank Courtney von der Verschwörung. Währenddessen verliert Noelle Carl eine Wette gegen Polly Shuster. Ein ganzes Wochenende lang muss Carl „Parrot World“ mit Polly spielen. Blake macht Fotos von Carl, der dieses Spiel wirklich genießt und plant, sie für eine Erpressung zu benutzen. |           |                                      |                                |                               |                                                                      |                                                                                 |                                                    |             |
| 45 | 5         | Der Oster-Schinken-Krieg             | The Easter Ham                 | 11. Apr. 2004                 | 22. September 2004                                                   | Dean Criswell                                                                   | Eryk Casemiro                                      | 305         |
| Lois und Joann streiten sich im Supermarkt um den letzten Schinken für Ostern. Joann muss ins Krankenhaus, und sie macht die Foutleys für die Bishops tabu. Ginger muss sich entscheiden, ob sie Darrens Geburtstagsparty ohne Dodie schmeißen soll oder nicht. Währenddessen beginnen Carl, Brandon und Hoodsey, Oster-Bonbons zu verkaufen. Als Brandon aufhört, übernimmt Hoodsey die Rolle des Entertainers, aber Joanns Fehde mit den Foutleys erschwert die Sache. |           |                                      |                                |                               |                                                                      |                                                                                 |                                                    |             |
| 46 | 6         | Joans zweiter Frühling               | About Face                     | 23. Mai 2004                  | 23. September 2004                                                   | Anthony Bell                                                                    | Emily Kapnek                                       | 306         |
| Dodies Mutter bekommt einen Job als Vertretungslehrerin an Dodies Schule. Dodie fühlt sich betrogen, als ihre Mutter beginnt, mit Courtney und den anderen „angesagten“ Leuten herumzuhängen. Dodie findet später heraus, dass es eine Folge von Joanns Krönung zur „Missed Popularity“ (zu Deutsch: „missglückte Popularität“) als Kind war. In der Zwischenzeit plant Dr. Dave, Lois einen Heiratsantrag zu machen, aber der Verlobungsring bleibt an Carls Finger hängen. Blake nutzt dies und die Fotos, die er von Parrot World gemacht hat, um seine Beziehung zu Noelle zu ruinieren. Außerdem kommt Dr. Daves Mutter in die Stadt und sie und Lois mögen einander nicht. |           |                                      |                                |                               |                                                                      |                                                                                 |                                                    |             |
| 47–48 | 7-8       | Schmetterlinge sind frei             | Butterflies Are Free           | 13. Juni 2004                 | Teil 1: 24. September 2004 Teil 2: 27. September 2004                | Michael Dædalus Kenny (Teil 1) und Ron Noble (Teil 2)                           | Eryk Casemiro und Emily Kapnek                     | 307–308     |
| Ginger und ihre Freunde schließen die Junior Highschool ab und Ginger wird gebeten, die Abschlussrede zu halten. Sie hat Schwierigkeiten, eine zu schreiben, denn, wie dem auch sei, scheint es, dass sie und ihre Freunde alle in verschiedene Richtungen ziehen. Macies neuer Bandkollege wirft ein Auge auf sie, Darren befasst sich mit Fußball und Dodie mit Cheerleading. Carl und Hoodsey und ihre Klassenkameraden schließen ebenfalls die Grundschule ab und es kommt dazu, dass Polly Shuster durch einen Trick Carl dazu bringt, den versteinerten Augapfel, Blakes Mandeln und Mr. Licorice’ Zahn in eine Zeitkapsel zu legen. |           |                                      |                                |                               |                                                                      |                                                                                 |                                                    |             |
| 49 | 9         | Wetterleuchten                       | Heat Lightning                 | 27. Juni 2004                 | 29. September 2004                                                   | Michael Dædalus Kenny                                                           | Eryk Casemiro                                      | 309         |
| Ginger, Dodie, Macie und Courtney kehren ins Camp Caprice als Berater zurück. Ginger beginnt zu fühlen, dass sie Darren nicht als Freund haben will, sondern stattdessen Sasha. Nach einem unangenehmen Gespräch mit Sasha bemerkt Ginger, dass sie sich nicht mit ihm verabreden wollte, sie wollte nur die Gefühle, die sie hatte, als sie ihn kennen lernte. Unterdessen muss Dr. Dave bei Lois bleiben, weil sein Haus begast wird, und es stellt sich heraus, dass seine Mutter auch dort bleiben muss. Carl und Hoodsey versuchen, mit der anhaltenden Hitzewelle fertig zu werden. Zu diesem Zeitpunkt in der Serie haben Ginger, Dodie, Macie, Courtney und Darren neue Frisuren; Sie haben alle längere Haare und Dodie trägt nun eine Haarspange. |           |                                      |                                |                               |                                                                      |                                                                                 |                                                    |             |
| 50 | 10        | So ein Rummel auf dem Rummel!        | Fair to Cloudy                 | 4. Juli 2004                  | 30. September 2004                                                   | Andrei Svislotski                                                               | Kate Boutilier                                     | 310         |
| Ginger, Dodie und Macie bereiten sich auf ihren jährlichen Ausflug auf die Kirmes vor, nur Ginger hat noch eine letzte Zugabe, Darren. Zur Vergeltung lädt Dodie auch Courtney ein. Darren denkt schließlich, die ganze Sache sei „lahm“, und Courtney muss jede Kleinigkeit ausprobieren. Unterdessen versuchen Carl und Hoodsey, ein zweiköpfiges Pferd auf der Kirmes zu befreien. Anmerkung: Dies war die letzte Episode, die auf Nickelodeon Premiere hatte. Zwei spätere Episoden wurden auf Nicktoons erstausgestrahlt. |           |                                      |                                |                               |                                                                      |                                                                                 |                                                    |             |
| 51 | 11        | Total von der Rolle                  | Stuff’ll Kill Ya               | 14. November 2006 (Nicktoons) | 28. September 2004                                                   | Mark Risley                                                                     | Emily Kapnek                                       | 311         |
| Gingers arbeitsreicher Highschool-Stundenplan bringt sie dazu, einen Koffein-Drink namens „Mocho Loco Frothinator“ zu trinken, der ihr dabei hilft wachzubleiben. Doch das führt dazu, dass sie extrem hyperaktiv und immer nervöser wird, und sie fällt in eine ungesunde Sucht. In der Zwischenzeit lässt Carls Missachtung der Regeln ihn denken, dass er etwas Tödliches eingeatmet hat. Es ist jedoch nur eine falsche Geschichte, die sein Lehrer als Rückzahlung für das Unglück seiner Tochter in die Welt gesetzt hat. |           |                                      |                                |                               |                                                                      |                                                                                 |                                                    |             |
| 52 | 12        | Darrens großer Tag                   | Detention                      | 22. Oktober 2016 (NickSplat)  | 1. Oktober 2004                                                      | Ron Noble                                                                       | Adam Cohen                                         | 312         |
| Ginger muss nachsitzen (engl. detention), weil sie in Ms. Zorski IIs Klasse eingeschlafen war, was bedeutet, dass sie nicht zu Darrens Football-Spiel gehen kann. Sie weiß, dass er verärgert sein wird, wenn sie nicht erscheint, also bittet sie Dodie, sich als sie zu verkleiden, um sie beim Spiel am Spielfeldrand zu vertreten. Ginger trifft auch Orion in Haft und sie werden Freunde. |           |                                      |                                |                               |                                                                      |                                                                                 |                                                    |             |
| 53 | 13        | Abschied von heute                   | Kiss Today Goodbye             | 22. Oktober 2016 (NickSplat)  | 4. Oktober 2004                                                      | John Holmquist                                                                  | Kate Boutilier                                     | 313         |
| Während Dodie verzweifelt versucht, in die Aufklärungskommission aufgenommen zu werden, entdeckt sie, dass Darren heimlich eine Beziehung mit der Chef-Cheerleaderin Simone hat. Dodie will es Ginger erzählen, will aber ihren Platz im Squad nicht riskieren, indem sie Simone verärgert. Da sie nicht für ihre Trennung verantwortlich sein will, schreibt Dodie Darren einen Brief, in dem sie ihn ermutigt, mit Ginger klare Verhältnisse zu schaffen. Unterdessen halten Carl und Lois Ausschau nach einem Haus. |           |                                      |                                |                               |                                                                      |                                                                                 |                                                    |             |
| 54 | 14        | Schicksalsschläge                    | A Lesson in Tightropes         | 23. Oktober 2016 (NickSplat)  | 5. Oktober 2004                                                      | Mark Risley                                                                     | Emily Kapnek                                       | 314         |
| Darren beschließt, Ginger die Wahrheit zu sagen, und macht mit ihr Schluss. Sie kehrt nach Hause zurück, wo ihre Freunde versuchen, sie zu trösten, bis sie sich schließlich in den Schlaf weint. Als ihre Mutter kommt, um nach ihr zu sehen, findet sie Ginger wegen einer akuten Appendizitis bewusstlos und sie wird ins Krankenhaus gebracht, wo Dr. Dave ihr Leben rettet, indem er eine Notfall-Appendektomie durchführt. Während sie sich erholt, kommen viele ihrer Freunde und Familie zu Besuch, einschließlich ihres Vaters Jonas. Carl macht sich Sorgen, dass das Erscheinen ihres Vaters Lois’ Gefühle für ihn wieder aufleben lässt und ihre Beziehung zu Dr. Dave ruiniert. Währenddessen reflektiert Ginger ihre Beziehung zu Darren und Orion kommt, um seine wahren Gefühle für sie zu enthüllen. |           |                                      |                                |                               |                                                                      |                                                                                 |                                                    |             |
| 55 | 15        | Schummeln gilt nicht!                | Dodie’s Big Break              | 23. Oktober 2016 (NickSplat)  | 6. Oktober 2004                                                      | Michael Dædalus Kenny                                                           | Story by: Adam Cohen Teleplay by Sheila M. Anthony | 315         |
| Ginger kehrt nach ihrer Krankheit in die Schule zurück und Dodie wird zum offiziellen „Gopher“-Maskottchen befördert. Während sie ihre Routine ausführt, fallen die Cheerleader aus ihrer Pyramide und landen auf Dodie. Sie bricht ihr Bein und die Mannschaft beschließt, sie zu trösten, indem sie sie zu einem offiziellen Mitglied der Mannschaft macht. Mit ihrem neuen Cheerleader-Status ignoriert Dodie Ginger und Macie, die von der ganzen Sache genug haben. Als sie herausfinden, dass Dodie gelogen hat, weil sie sich das Bein gebrochen hat, machen sie sich daran, Dodie dazu zu bringen, ihre eigene Deckung vor dem Squad aufzugeben. Unterdessen arbeitet Carl mit einem Immobilienmakler zusammen und beteiligt sich am Verkauf von Häusern. |           |                                      |                                |                               |                                                                      |                                                                                 |                                                    |             |
| 56 | 16        | Ginger – „Jean d’Arc“ der Lucky High | Battle of the Bands            | Unaired in the U.S.           | 7. Oktober 2004                                                      | Andrei Svislotski                                                               | Adam Cohen                                         | 316         |
| Als Ginger erfährt, dass das Band-Programm gekürzt wird, um für die schmutzabweisenden Uniformen der Football-Mannschaft zu bezahlen, wird sie wütend und beschließt, eine Petition zu starten, um die Band zurückzubringen, indem sie behauptet, dass sie Macie hilft. Darren, der die Uniformen behalten will, beginnt eine Kampagne gegen Ginger, um sie zu behalten. Als die beiden Gruppen sich über das Thema streiten, beginnt Ginger zu erkennen, dass der wahre Grund, warum sie an ihrer Seite der Auseinandersetzung hängt, darin besteht, Darren zurückzuholen. Carl, der versprochen hatte, gut zu sein, sobald er die Mittelschule erreicht hatte, hörte Stimmen in seinem Kopf und sagte ihm, dass er schlecht sein sollte. Er und Hoodsey benutzen stattdessen eine Lücke in ihrem Pakt, um stattdessen Probleme an der Highschool zu verursachen, und stören Gingers Plan, beim Footballspiel eine Erklärung abzugeben. |           |                                      |                                |                               |                                                                      |                                                                                 |                                                    |             |
| 57 | 17        | Schönes Erntedankfest                | Ten Chairs                     | 24. November 2004 (Nicktoons) | 8. Oktober 2004                                                      | Ron Noble                                                                       | Eryk Casemiro                                      | 317         |
| Ginger entscheidet, den letzten freien Stuhl am Thanksgiving-Tisch ihrem Vater Jonas zu überlassen, was Lois nicht weiß und Carl auch nicht wirklich gefällt. Carl und Hoodsey erwerben einen Truthahn, sodass sie diesem die Freiheit schenken können, und ruinieren auf diese Weise die ganze Feier. |           |                                      |                                |                               |                                                                      |                                                                                 |                                                    |             |
| 58 | 18        | Das größte Glück auf Erden (1)       | The Wedding Frame (1)          | -                             | 11. Oktober 2004                                                     | Michael Dædalus Kenny                                                           | Emily Kapnek, Eryk Casemiro                        | 318         |
| 59 | 19        | Das größte Glück auf Erden (2)       | The Wedding Frame (2)          | -                             | 12. Oktober 2004                                                     | Ron Noble                                                                       | Emily Kapnek, Eryk Casemiro                        | 319         |
| 60 | 20        | Das größte Glück auf Erden (3)       | The Wedding Frame (3)          | -                             | 13. Oktober 2004                                                     | Mark Risley, Michael Dædalus Kenny                                              | Emily Kapnek, Eryk Casemiro                        | 320         |
| Jemand versucht, Lois’ und Dr. Daves Hochzeit zu sabotieren, wozu Dr. Daves Mutter plant, Nikki LaPorte die Rolle von Dr. Daves alter Freundin zu spielen. Als Ginger ihrer Mutter bei den Hochzeitsplanungen hilft, merkt sie, dass sie Beziehungsprobleme hat, und fängt an, ihre Beziehungen mit Orion und ihre alte mit Darren zu überdenken. Carl und Hoodsey stellen bei der Situation mit Lois’ Hochzeit Nachforschungen an, während Noelle dasselbe tut, wenn auch auf einer viel genaueren Spur. Außerdem verliert Courtneys Familie ihr gesamtes Vermögen, nachdem Mr. Gripling verhaftet wurde. Serienfinale Anmerkung: Diese Folge ist englischsprachig und in den USA auf DVD erhältlich – eine deutschsprachige DVD-Veröffentlichung der gesamten Serie fand bislang nicht statt. In den Vereinigten Staaten wurde die Episode 2004 auf DVD veröffentlicht, obwohl eine der Episoden nie in dem Land ausgestrahlt wurde. |           |                                      |                                |                               |                                                                      |                                                                                 |                                                    |             |